# Russell Canouse
Russell Canouse (Lancaster, 1995. június 11. –) amerikai korosztályos válogatott labdarúgó, az amerikai DC United középpályása.

## Pályafutása

### Klubcsapatokban
Canouse a pennsylvaniai Lancaster városában született. Az ifjúsági pályafutását a PA Classics és a New York Red Bulls csapatában kezdte, majd a német Hoffenheim akadémiájánál folytatta.
2014-ben mutatkozott be a Hoffenheim tartalék, majd 2016-ban az első osztályban szereplő felnőtt keretében. A 2016–17-es szezonban a másodosztályú Bochum csapatát erősítette kölcsönben. 2017. augusztus 9-én az észak-amerikai első osztályban érdekelt DC United szerződtette. Először a 2017. augusztus 20-ai, Colorado Rapids ellen 1–0-ra megnyert mérkőzésen lépett pályára. Első gólját 2018. október 13-án, a Dallas ellen hazai pályán szintén 1–0-ás győzelemmel zárult találkozón szerezte meg.

### A válogatottban
Canouse 10 mérkőzés erejéig tagja volt az amerikai U20-as válogatottnak.

## Statisztikák
2022. szeptember 18. szerint
| Klub                | Szezon   | Osztály       | Bajnokság | Bajnokság | Kupa  | Kupa | Nemzetközi | Nemzetközi | Összesen | Összesen |
| Klub                | Szezon   | Osztály       | Meccs     | Gól       | Meccs | Gól  | Meccs      | Gól        | Meccs    | Gól      |
| ------------------- | -------- | ------------- | --------- | --------- | ----- | ---- | ---------- | ---------- | -------- | -------- |
| Hoffenheim          | 2015–16  | Bundesliga    | 1         | 0         | 0     | 0    | —          | —          | 1        | 0        |
| Bochum (kölcsönben) | 2016–17  | 2. Bundesliga | 20        | 1         | 0     | 0    | —          | —          | 20       | 1        |
| DC United           | 2017     | MLS           | 10        | 0         | 0     | 0    | —          | —          | 10       | 0        |
| DC United           | 2018     | MLS           | 21        | 1         | 0     | 0    | —          | —          | 21       | 1        |
| DC United           | 2019     | MLS           | 27        | 0         | 1     | 0    | —          | —          | 28       | 0        |
| DC United           | 2020     | MLS           | 15        | 2         | 0     | 0    | —          | —          | 15       | 2        |
| DC United           | 2021     | MLS           | 21        | 1         | 0     | 0    | —          | —          | 21       | 1        |
| DC United           | 2022     | MLS           | 18        | 1         | 0     | 0    | —          | —          | 18       | 1        |
| DC United           | Összesen | Összesen      | 112       | 5         | 1     | 0    | 0          | 0          | 113      | 5        |
| Összesen            | Összesen | Összesen      | 133       | 6         | 1     | 0    | 0          | 0          | 134      | 6        |

## Fordítás
Ez a szócikk részben vagy egészben  a   Russell Canouse című angol Wikipédia-szócikk fordításán alapul.  Az eredeti cikk szerkesztőit annak laptörténete sorolja fel. Ez a jelzés csupán a megfogalmazás eredetét és a szerzői jogokat jelzi, nem szolgál a cikkben szereplő információk forrásmegjelöléseként.